# Улица Лётчика Спирина (Москва)
Улица Лётчика Спи́рина — улица на севере Москвы в районе Северный Северо-Восточного административного округа от Челобитьевского шоссе.

## Происхождение названия
Проектируемый проезд № 244 получил название улица Лётчика Спирина в октябре 2016 года. Улица была названа в честь военного лётчика, доктора географических наук, Героя Советского Союза Ивана Тимофеевича Спирина (1898—1960). Ранее его имя носила улица в района Лианозово, но в ходе застройки бывшего дачного посёлка Лианозово в 1970-е годы была утрачена.

## Описание
Улица начинается от Челобитьевского шоссе, проходит на юг параллельно Дмитровскому шоссе, поворачивает на восток, справа от него отходит Проектируемый проезд № 6264, затем на север и переходит в Проектируемый проезд № 6263.